# Вознесенка (Кемеровський округ)
Вознесе́нка (рос. Вознесенка) — присілок у складі Кемеровського округу Кемеровської області, Росія.

## Населення
Населення — 12 осіб (2010; 2 у 2002).
Національний склад (станом на 2002 рік):
- чуваші — 100 %